# 日本漫画大会
日本漫画大会（にほんまんがたいかい）は、1970年代から1980年代初頭に日本で行われたコンベンション形式の漫画イベントである。

## 概要
「石森章太郎ファンクラブ」の創設者で会長の青柳誠ら、漫画雑誌『COM』主導で行われた漫画同人の全国化・組織化活動「ぐら・こん」の影響を受けた漫画ファンや漫画評論家を中心とする大会運営委員会が主催し、1972年7月29日・30日に四谷公会堂（東京都新宿区、現・新宿区四谷区民ホール）で第1回大会が開催された。大会後、継続開催を目指す恒常的な組織として、運営に参加した同人サークルを組織化した「漫画グループ連合」（「日本漫画グループ連合」の表記もあり）が結成され、青柳が委員長に就任した。
大会は当時の日本SF大会の形式を模倣したもので、スライド講演や著名漫画家の挨拶のほか、プロ漫画家や出版社の編集者などを交えたパネルディスカッション、「漫画ファン賞」の選定、漫画古書のオークション、ファンジン（同人誌）即売を行い、後日大会レポートを配布していた。参加は有料で事前申し込みを必要とし、日本SF大会の合宿所でもあった駿河台ホテル（東京都千代田区、現・マンション商業複合施設「ilusa」）での合宿イベントも行った。
日本SF大会と同様に、プロの漫画家や編集者など商業漫画界の著名人と触れることができることをアピールポイントとしていた運営側のねらいとは別に、「ぐら・こん」によって全国に広まった漫画同人誌熱を反映し、各地の多種多様な同人誌をその場で入手できる唯一の全国規模イベントとして漫画ファンに注目され、毎回数百人が参加した。

### 参加拒否事件と衰退・消滅
1974年の第3回大会では、参加者に対して警備スタッフがヌンチャクを振り回して威嚇するといった高圧的な運営姿勢やオークション落札価格の異常な高騰などに対し、参加者や漫画グループ連合内部の不満が高まった。
この第3回参加者の1人が翌1975年、第4回大会の参加申込書に運営姿勢を批判する添え書きをしたところ、大会運営委員会はこれを理由に申込書を送り返して参加を拒否した事件が発生した。これが引き金となって漫画グループ連合内の同人サークルや、まんが批評集団「迷宮'75」などが同年7月、「まんが大会を告発する会」を結成し、日本漫画大会を糾弾した。大会運営委員会は告発側の指摘や要求を無視拒絶する姿勢を取ったが、逆に参加者の心象悪化を招く結果となった。
さらにこうした事態を受けて「迷宮'75」が同年12月、同人誌の即売に特化した史上初の即売イベント「コミックマーケット」を立ち上げたことを背景に、第1回からの参加者のほとんどは日本漫画大会から離れた。末期には初参加者が次回の大会運営委員長を引き受けるなど混迷が深まる中、運営委員会主導ではなく参加者全員による大会運営を繰り返しアピールしたが、衰退に歯止めをかけることはできず、青柳ら歴代の運営関係者のみが参加した1981年の第10回大会を最後に消滅した。

## 開催史
- 第1回[1]
  - 1972年7月29日-7月30日
  - 四谷公会堂（東京都新宿区）
- 第2回[6]
  - 1973年8月4日-8月5日
  - 四谷公会堂（東京都新宿区）
- 第3回[7]
  - 1974年7月27日-7月28日
  - 四谷公会堂（東京都新宿区）
- 第4回[8]
  - 1975年7月26日-7月27日
  - 四谷公会堂（東京都新宿区）
- 第5回
  - 1976年8月7日-8月8日
  - 三鷹市公会堂（東京都三鷹市）
- 第6回
  - 1977年
  - 牛込公会堂（東京都新宿区、現・新宿区牛込箪笥区民ホール）
- 第7回[4]
  - 1978年8月5日-8月6日
  - 牛込公会堂（東京都新宿区、8月5日）
  - 荒川公会堂（東京都荒川区、8月6日、現・荒川区民会館）
- 第8回[5]
  - 1979年7月28日-7月29日
  - 牛込公会堂（東京都新宿区）
- 第9回
  - 1980年

- 第10回
  - 1981年7月25日-7月26日
  - 四谷公会堂（東京都新宿区）
  - 雑誌に掲載した開催告知が「8月25日-8月26日」と1か月違いの誤った日付であった[9]ことも影響し、一般参加者はほとんどいなかった。